# 小沼雄一
小沼 雄一（おぬま ゆういち、1965年12月3日 - ）は、日本の映画監督。日本映画監督協会会員。テキストエディタ「O's Editor２」制作者。妻は脚本家の石川美香穂。茨城県西茨城郡岩間町（現在の笠間市）出身。法政大学経営学部卒業。

## 経歴
1965年（昭和40年）12月3日生まれ。土浦第一高等学校、法政大学経営学部卒業後、映画監督・今村昌平が創設した日本映画学校（現在の日本映画大学）に入学。1995年（平成7年）卒業制作として監督した映画「チャンス・コール」が今村昌平賞を受賞。同年、文芸座で劇場公開を果たす。
卒業後、井出良英、池田敏春、緒方明、行定勲、竹内スグル、服部光則、ラサール石井、金田敬、鳥井邦男等の監督のもと、助監督として現場経験を重ねたのち、2003年（平成15年）「自殺マニュアル2 中級編」で商業作品の監督デビュー。
2005年（平成17年）「ニューハーフ・ダンク」、2007年（平成19年）「AKIBA」などで独自の世界を形成して映画秘宝誌にて大槻ケンヂが年間ベストテンに選出。
その後「童貞放浪記」「結び目」「nude」など国内外の映画祭にも招かれる。

## 人物
- 趣味はパソコンのプログラミング。特にシェアウェアとして公開しているテキストエディタ「O's Editor２」はプロの作家や脚本家が使用している[2]。
- 自身でプログラミングした「多機能カレンダー＆スケジューラー」は、第3回フリーソフトウェア大賞「ユーティリティ部門」受賞した[5]。
- 日本映画監督協会会員[1]
- 師匠は『おんなの細道 濡れた海峡』武田一成 監督、授業のあと必ず酒を飲んだというか飲み会そのものが授業であった[2][6]。
- 「かさま映像コンペティション2021」で審査委員長を務めた[7]。
- 日本映画学校7期卒業生。同期に『百円の恋』『お盆の弟』脚本家の足立紳、脚本家の港岳彦、1期下に『逃げるは恥だが役に立つ#テレビドラマ』『アンナチュラル』の脚本家野木亜紀子、撮影監督の中村夏葉がいる。一緒に仕事をしたり飲み仲間でもある[8]。
- 好きな映画はＪ・ベッケルの『穴』とジョン・フォードの『男の敵』をあげている[6]。

## 作品
1993年
- 短編ドキュメンタリー「エミの唄」【監督】　※日本映画学校実習作品

1995年
- 16mm中編映画「チャンス・コール」【監督】　※日本映画学校卒業制作作品

2003年
- OV「自殺マニュアル2 中級編」【監督】（安藤希主演、アムモ＝ベンテンエンタテインメント）[9][10]　※商業作品デビュー

2004年
- OV「キル・鬼ごっこ」【監督】
- 映画「最後の晩餐」【プロデューサー】

2005年
- 映画「ニューハーフ・ダンク」【監督・脚本】
- 映画「ロザリオの雫」【監督・脚本】[11]

2006年
- 映画「夏の思い出」【監督・脚本】（仲根かすみ主演、ベンテンエンタテインメント）

2007年
- 映画「AKIBA」【監督・脚本】

★東葛国際映画祭
- 映画「学校の階段」【ラインプロデューサー】

2008年
- 映画「真木栗の穴」【脚本】

★東京国際映画祭
- ミュージックビデオ「Duo 石田恭尚・山本裕康」【監督】

2009年
- 映画「童貞放浪記」【監督】

★ゆうばり国際映画祭／あきた十文字映画祭
2010年
- 映画「都市霊伝説 心霊工場」【監督・脚本】
- 映画「結び目」【監督】

★カイロ国際映画祭／サンタバーバラ国際映画祭／ロサンゼルス映画祭／Silk Screen Asian American Film Festival／ジャパン・カッツ映画祭／ヴェンチュラ映画祭／香港インディペンデント映画祭
- OV「麻雀飛龍伝説 天牌 -TENPAI-」vol.１／２【脚本】
- 映画「nude」【監督】[12]

★湯布院映画祭
2011年
- OV「麻雀群狼記 ゴロ」【脚本】
- OV「東大を出たけれど」【監督・脚本】
- OV「麻雀飛龍伝説 天牌 -TENPAI-」vol.３／４【監督・脚本】
- 映画「都市霊伝説 幽子」【監督】（馬場良馬主演）

2012年
- OV「脱獄ドクター いのち屋エンマ」【監督・脚本】
- 映画「都市霊伝説 クロイオンナ」【監督】（高部あい主演）

2013年
- OV+劇場版「凍牌～裏レート麻雀闘牌録～」vol.1～6【監督・脚本】
- OV+劇場版「新・兎 野性の闘牌」【監督・脚本】
- 映画「スクールガール・コンプレックス～放送部篇～」【監督】（森川葵・門脇麦主演、青山裕企原案）

★南方影展（South Taiwan Film Festival）／Japan Filmfest Hamburg
- OV「凍牌～竜凰位トーナメント篇～」vol.1～6【監督・脚本】
- 短編映画「ママ友」【監督】

★第1回渋谷短篇映画祭グランプリ受賞
2014年
- 短編ドラマ「菅谷哲也の“恋なんて気にしてなんかいられないっ！！”」【監督】
- NHKWORLD「ART TIME-TRAVELLER」【ディレクター】

2015年
- NHKアーカイブス「戦後70年 日本人はなぜ戦争へと向かったのか ～メディアと民衆～」【ディレクター】
- NHKアーカイブス「すべては乱歩から始まった ～日本ミステリーの父 没後50年～」【ディレクター】
- NHKアーカイブス「海を渡った移民たち〜日本ブラジル外交関係樹立120年〜」【ディレクター】
- 映画「空人」【監督・脚本】（奥野匡・高橋かおり主演、清宮零原作）

2016年
- NHKアーカイブス「走り続ける女たち〜市民マラソン その魅力〜」【ディレクター】
- MBS/TBSドラマ「咲-Saki-」【監督】

2017年
- NHKアーカイブス「ドラマ“赤ひげ”の魅力〜医療ドラマのパイオニアが語ること」【ディレクター】
- 映画「咲-Saki-」」【監督】（浜辺美波主演、小林立原作）[13]
- MBSドラマ「校則アイドル－淑女の学園－」【監督】（2017年9月3日、MBS）
- MBS/TBSドラマ「咲-Saki-阿知賀編 episode of side A」【監督】

2018年
- 映画「咲-Saki-阿知賀編episode of side-A」【監督】（桜田ひより主演、小林立原作）[14]
- 中編映画「神楽鈴の鳴るとき」【監督】（加藤明子主演、増山修原案・脚本）[15]
- OV麻雀覇道伝説 天牌外伝」「麻雀覇道伝説 天牌外伝2」【監督】（松田賢二主演、来賀友志原作） - 監督および脚本[16]
- BSテレ東ドラマ「江戸前の旬」【監督・脚本】（2018年10月14日 - 12月30日、BSテレ東、須賀健太主演、九十九森原作、さとう輝劇画） - 監督および脚本[17]

2019年
- OV「天牌外伝」3,4【監督】
- BSテレ東ドラマ「江戸前の旬 season2」【監督・脚本】（2019年10月20日 - 2020年1月5日、BSテレ東、須賀健太主演、九十九森原作、さとう輝劇画）

2020年
- テレ東ドラマ「絶メシロード」【監督】（2020年1月25日 - 4月11日、テレビ東京、濱津隆之主演、ローカルグルメサイト「絶メシリスト」原案）

★スパイクスアジア2021ブランドエクスペリエンス＆アクティベーション部門銀賞
- あの日 あのとき あの番組～NHKアーカイブス～「ふるさとを取り戻したい〜原発被災地“じじい部隊”の闘い〜」【ディレクター】
- NHKBS1スペシャル「142の金メダル！もう一度見たい名場面は？」【ディレクター】
- 映画「感謝離 ずっと一緒に」【監督】[18]

2021年
- テレ東ドラマ「絶メシロード 元日SP」【監督】

2024年
- テレビ大阪ドラマ「買われた男」第2話・第7話【監督】
- BSテレ東ドラマ「バツコイ」第1話・第3話・第4話・第11話【監督】最終話【監督・脚本】

2025年
- テレビ東京ドラマ「マイ・ワンナイト・ルール」第1話・第2話・第7話・最終話【監督】